# World Athletics
La World Athletics, precedentemente denominata International Association of Athletics Federations o IAAF, è la federazione internazionale dell'atletica leggera che si occupa di monitorare le federazioni nazionali e di organizzare le competizioni internazionali.
Possiede anche l'incarico di normare le regole per lo sport, della certificazione delle strutture e del riconoscimento e della gestione dei primati mondiali. Dal 2015, il presidente dell'organizzazione è il britannico Sebastian Coe, eletto nuovamente nel 2019 per altri quattro anni.
È stata fondata il 17 luglio 1912 a Stoccolma, con il nome di "International Amateur Athletics Federation" durante un congresso che, con l'adesione di diciassette nazioni (Italia esclusa), chiamava a presiederla lo svedese Sigfrid Edström. Le basi del massimo organo di governo dell'atletica mondiale saranno confermate il 20 agosto 1913 a Berlino. Durante il congresso del 2001 i membri decisero di cambiare nome in "International Association of Athletics Federations", sostituendo la parola amateur con association. Nel giugno 2019 il congresso ha approvato il cambio di nome in "World Athletics", denominazione diventata effettiva dopo i campionati del mondo di Doha.
World Athletics ha sede nel Principato di Monaco dall'ottobre 1993; in precedenza la sede era situata a Londra.

## Storia
La IAAF è stata fondata il 17 luglio 1912 durante il suo primo congresso a Stoccolma, due giorni dopo i Giochi della V Olimpiade nella stessa città, da 17 diverse nazioni. Queste nazioni non avevano tutte una federazione già stabilita, come la Francia (1920) o la Spagna (1920), ma erano presenti delegati provenienti da Australasia (Australia e Nuova Zelanda), Austria (separata dall'Ungheria), Belgio, Canada, Cile, Danimarca, Egitto, Finlandia, Francia, Germania, Gran Bretagna, Grecia, Norvegia, Russia, Stati Uniti, Svezia ed Ungheria. Questi 17 delegati creano la Fédération internationale d'athlétisme amateur o in inglese International Amateur Athletics Federation (IAAF), con due lingue ufficiali, il francese e l'inglese.
Il nome "International Association of Athletics Federations" viene scelto durante il congresso del 2001 quando si decise di rimuovere la parola amateur senza cambiare la sigla. Dal 1982, con Primo Nebiolo, la IAAF era già diventata professionista.
La sede della IAAF era a Stoccolma fino al 1946 ed è stata in seguito spostata a Londra (1946-1993). Durante il 39º congresso a Stoccarda fu deciso di spostarla nel Principato di Monaco da ottobre 1993 (sede inaugurata nel 1994).
Nel novembre 2019, la IAAF cambia nome in World Athletics (decisione presa durante il congresso dell'8 giugno 2019).

## Consiglio federale
Il Consiglio della World Athletics, che gestisce tutti gli affari della stessa federazione, nel 1912 era composto da 7 membri provenienti dalle 17 federazioni membri. Oggi, invece, i membri sono 26 e provengono dalle 214 federazioni membri.
Nel 1968, un rappresentante di ogni zona del mondo è stato eletto al Consiglio della federazione e nel 1995 due donne sono state elette per la prima volta. Il Consiglio è assistito da comitati e commissioni per quanto riguarda le decisioni di ampia portata; questi sono presidiati da esperti nei vari campi.

### Membri del Consiglio

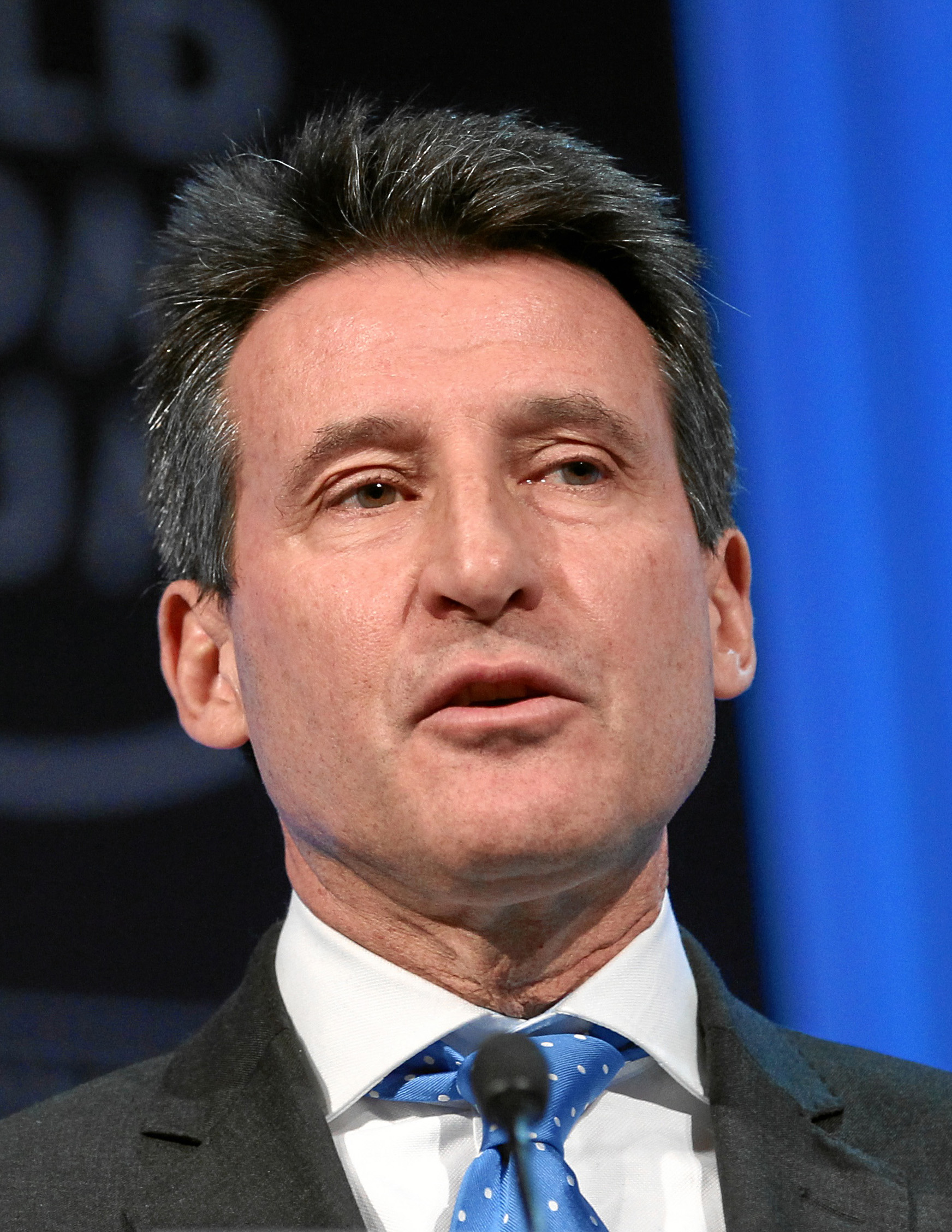
Sebastian Coe, presidente della World Athletics in carica, nel 2012

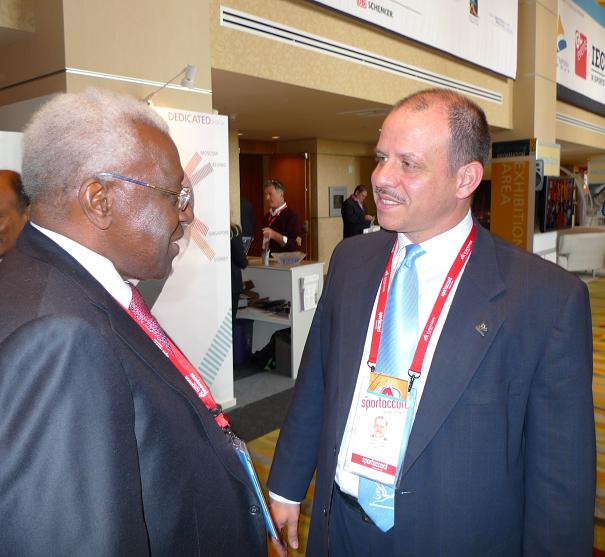
L'ex presidente Lamine Diack (a sinistra) stringe la mano al principe Faysal bin al-Husayn di Giordania (presidente del Comitato Olimpico Giordano) nel marzo del 2009

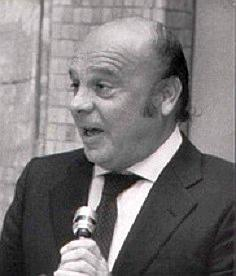
Primo Nebiolo, quarto presidente della federazione

I 26 membri del Consiglio della World Athletics sono:
- Presidente
- 4 vicepresidenti
- Un rappresentante di ciascuno dei 6 gruppi continentali: Africa, Asia, Europa, Nord-centro America e Caraibi, Oceania, Sudamerica
- 2 rappresentanti della commissione degli atleti
- 13 membri eletti a titolo individuale

Tutti i membri del Consiglio devono essere di nazionalità diversa. Almeno sette membri del Consiglio devono essere donne.

#### Presidenti
1. Sigfrid Edström: 1912 - 1946
2. David Burghley: 1946 - 1976
3. Adriaan Paulen: 1976 - 1981
4. Primo Nebiolo: 1981 - 1999
5. Lamine Diack: 1999 - 2015
6. Sebastian Coe: 2015 - in carica[7]

#### Attuali membri del Consiglio
Il Consiglio della World Athletics è attualmente così composto:
- Presidente:  Sebastian Coe
- Vice presidente senior:  Serhij Bubka
- Vice presidenti:
  -  Nawaf Bin Mohammed Al Saud
  -  Geoff Gardner
  -  Ximena Restrepo
- Rappresentanti d'area
  -  Hamad Kalkaba Malboum (Africa)
  -  Dahlan Jumaan al-Hamad (Asia)
  -  Dobromir Karamarinov (Europa)
  -  Mike Sands (Nord-centro America e Caraibi)
  -  Robin Eugenio (Oceania)
  -  Helio Marinho Gesta de Melo (Sudamerica)
- Rappresentanti della commissione degli atleti:
  -  Renaud Lavillenie
  -  Valerie Adams
- Altri membri del Consiglio:
  -  Beatrice Ayikoru
  -  Willie Banks
  -  Sylvia Barlag
  -  Raúl Chapado
  -  Nawal El Moutawakel
  -  Abby Hoffman
  -  Alberto Juantorena
  -  Antti Pihlakoski
  -  Anna Riccardi
  -  Adille Sumariwalla
  -  Nan Wang
  -  Hiroshi Yokokawa

## Organigramma

### Congresso
Il Congresso della World Athletics, che si riunisce ogni due anni durante i campionati del mondo di atletica leggera, è formato dai membri del Consiglio e dai Soci Onorari. Le elezioni del Consiglio e dei Comitati si svolgono una volta ogni due congressi (ovvero ogni quattro anni). Il Congresso ha anche il diritto di eleggere, in riconoscimento al servizio prestato, i presidenti e vicepresidenti onorari a vita, nonché i membri onorari. Il Congresso ha inoltre il diritto di modificare le norme e di introdurre nuove manifestazioni o competizioni.
Il Congresso può anche concedere, su raccomandazione del consiglio, alcuni premi:
- Ordine al merito
- Spilla di veterano
- Targa onoraria
- Targa al merito
- Ammissione alla Hall of Fame.

### Comitati
La World Athletics ha cinque comitati, eletti dal Congresso, che assistono il Consiglio nelle relazioni al Congresso. I membri di questi comitati durano in carica per un periodo di quattro anni.
Questi comitati sono i seguenti:
- Cross Country Committee (Comitato di corsa campestre)
- Masters' Committee (Comitato dei master)
- Race Walking Committee (Comitato di marcia)
- Technical Committee (Comitato tecnico)
- Women's Committee (Comitato femminile)

### Commissioni
Le commissioni della World Athletics sono organi composti da esperti in vari settori. Le 13 commissioni, nominate dal Consiglio ogni quattro anni, sono:
- Commissione degli atleti
- Commissione degli allenatori
- Commissione delle competizioni
- Commissione dello sviluppo
- Commissione del budget e delle finanze
- Commissione giuridica
- Commissione della promozione e marketing
- Commissione medica e antidoping
- Commissione della stampa
- Commissione della corsa su strada
- Commissione dei giovani/scuole
- Commissione dello sviluppo sostenibile
- Commissione televisiva

## Scopi
Gli scopi della World Athletics sono i seguenti:
- Stabilire una collaborazione amichevole e leale fra tutti i membri a vantaggio dell'atletica leggera dilettantistica, della pace e della comprensione tra gli stati di tutto il mondo.
- Sforzarsi di garantire che discriminazioni razziali, religiose o politiche non siano permesse in atletica leggera e prendere tutte le misure possibili per arrestare tali discriminazioni.
- Sforzarsi di garantire che non esistano ostacoli alla partecipazione di qualsiasi stato o individuo in manifestazioni internazionali di atletica leggera per motivi di carattere razziale, religioso o politico e assicurare che non esistano simili ostacoli negli incontri internazionali per i quali la World Athletics ha un potere di controllo.
- Redigere regole e regolamenti che disciplinino le manifestazioni internazionali di atletica leggera dilettantistica per uomini e donne di ogni età. Inoltre, sforzarsi di assicurare che per tutte le posizioni elettive della World Athletics, includendo Consiglio e Commissioni, non ci siano discriminazioni riguardo alla razza, religione, politica, età e sesso.
- Assicurare che tutte le competizioni tra membri, compresi i campionati o Giochi continentali o di gruppo, abbiano luogo sotto l'egida delle leggi e delle regole della World Athletics.
- Affiliare organismi nazionali dirigenziali dell'atletica leggera che possono essere riconosciuti dal rispettivo Comitato olimpico nazionale, laddove esista tale Comitato.
- Decidere, se richiesto, in merito a qualunque controversia possa insorgere tra membri.
- Collaborare con i Comitati Organizzatori dei Giochi olimpici nel condurre delle gare di atletica leggera e, in quanto delegata del CIO, supervisionare e controllare tutti i dispositivi tecnici.
- Definire regolamenti per il conseguimento di primati olimpici e mondiali e di tutti gli altri primati di atletica leggera dilettantistica che il Congresso stabilisca possano essere riconosciuti.
- Sostenere lo sviluppo mondiale dell'atletica leggera e la diffusione di informazioni tecniche generali ai suoi affiliati.

## Principali regole e regolamenti della World Athletics

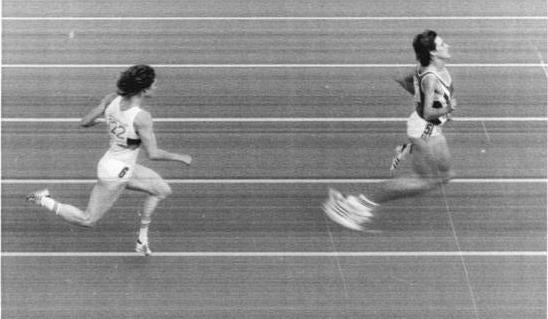
L'immagine ripresa dal fotofinish in una corsa sui 400 metri ostacoli. La scala graduata in basso indica il tempo impiegato

### Falsa partenza
In tutte le gare di corsa dell'atletica leggera, inclusa anche la marcia, il via è dato da un apposito giudice, lo starter, che dà agli atleti i comandi per la partenza e spara il colpo di pistola che fa partire gli atleti. La partenza si dice falsa quando uno o più atleti hanno un tempo di reazione inferiore a un decimo di secondo. In caso di falsa partenza l'atleta che l'ha commessa viene squalificato e la procedura ricomincia. Tale regola, modificata nel 2010, sostituisce la vecchia e controversa regola del 2003.

### Eliminazione del filo di lana e cronometraggio elettronico
Da sempre, il metodo unico per individuare il vincitore di una competizione di corsa era quello del filo di lana. Tale metodo è stato abbandonato con l'introduzione del fotofinish ai Giochi olimpici di Los Angeles 1932, un sistema che, attraverso un'apparecchiatura fotografica, permette di stabilire con sicurezza il vincitore, le posizioni degli altri atleti e, soprattutto, i tempi (con la precisione del centesimo di secondo) di tutti i concorrenti.

### Omologazione dei record mondiali
I record mondiali di atletica leggera, come già detto in precedenza, vengono omologati dalla World Athletics, che è l'organo che si occupa di registrare i primati e di stabilire le regole che permettono di considerare valido un nuovo record. Un esempio va fatto per l'influenza del vento sulle prestazioni degli atleti (nelle gare di velocità, ostacoli alti e nei salti in estensione). Infatti, se un atleta corre con una certa intensità di vento a favore, è certamente più avvantaggiato di uno che corre con il vento contro. Per questo motivo la World Athletics ha stabilito che i record mondiali sono validi con un vento a favore che non sia superiore ai 2 m/s (che comporta, sui 100 metri piani, un vantaggio di circa un decimo di secondo).

## Competizioni
La World Athletics si occupa dell'organizzazione delle seguenti competizioni internazionali:
- Campionati del mondo di atletica leggera (World Athletics Championships) - Cadenza biennale
- Campionati del mondo di atletica leggera indoor (World Athletics Indoor Championships) - Cadenza biennale
- Campionati del mondo under 20 di atletica leggera (World Athletics U20 Championships) - Cadenza biennale
- Campionati del mondo a squadre di marcia (World Athletics Race Walking Team Championships) - Cadenza biennale (nota in precedenza come Coppa del mondo di marcia)
- Campionati del mondo di corsa campestre (World Athletics Cross Country Championships) - Cadenza biennale (fino al 2011 aveva cadenza annuale)
- Campionati del mondo di mezza maratona (World Athletics Half Marathon Championships) - Cadenza biennale (nel 2006 e nel 2007 sono stati denominati Campionati del mondo di corsa su strada)
- World Athletics Relays - Cadenza annuale (con esclusione degli anni in cui si disputano i Giochi olimpici estivi)
- Diamond League - Cadenza annuale (sostituisce dal 2010 la World Athletics Final e la Golden League)

In passato ha organizzato anche le seguenti competizioni:
- Campionati del mondo under 18 di atletica leggera (IAAF World U18 Championships) - Cadenza biennale (soppressi nel 2017)
- Coppa continentale di atletica leggera (IAAF Continental Cup) - Cadenza quadriennale (soppressa nel 2018, in precedenza nota come Coppa del mondo di atletica leggera)
- Coppa del mondo di maratona (IAAF World Marathon Cup) - Cadenza biennale (soppressa nel 2011)
- IAAF World Challenge - Cadenza annuale (soppresso nel 2019)

## Associazioni continentali
AAA - Confederazione asiatica
     CAA - Confederazione africana
     AS – Confederazione sudamericana
     EAA – Confederazione europea
     NACAC – Confederazione nord-centro americana e caraibica
     OAA – Confederazione oceaniana
- Asian Athletics Association (AAA)
- Atletismo Sudamericano

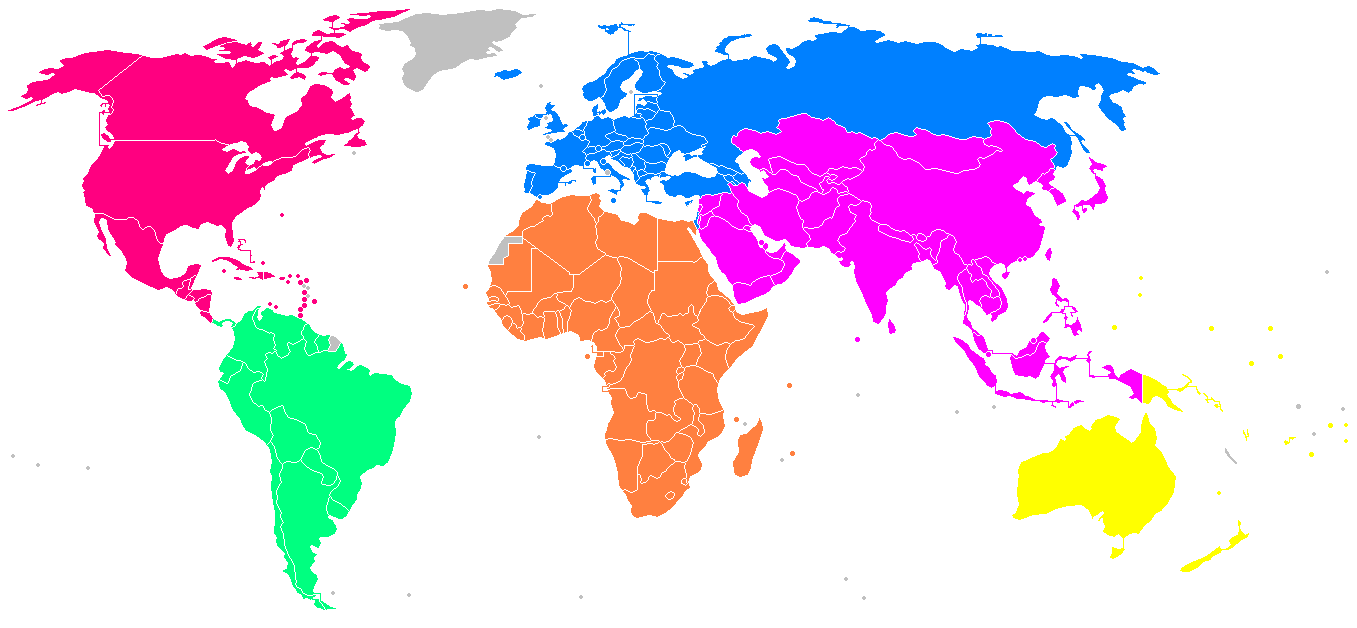
Carta raffigurante le 6 suddivisioni della World Athletics:
AAA - Confederazione asiatica
CAA - Confederazione africana
AS – Confederazione sudamericana
EAA – Confederazione europea
NACAC – Confederazione nord-centro americana e caraibica
OAA – Confederazione oceaniana

- Confederation of African Athletics (CAA)
- European Athletic Association (EAA)
- North American, Central American and Caribbean Athletic Association (NACAC)
- Oceania Athletics Association (OAA)

## Premi e riconoscimenti

### Atleta mondiale dell'anno
L'atleta mondiale dell'anno (conosciuto anche con il suo nome originale World Athlete of the Year), è un premio istituito nel 1988 e assegnato annualmente agli atleti che partecipano agli eventi di atletica leggera organizzati dalla World Athletics. L'atleta maschile più titolato è il velocista Usain Bolt per un totale di sei volte, mentre l'atleta femminile più titolata è l'astista Elena Isinbaeva con tre riconoscimenti.

### IAAF Hall of Fame
La IAAF Hall of Fame è la hall of fame della World Athletics. È stata istituita nel 2012, in occasione del centenario della federazione.

## Partner ufficiali
I partner ufficiali della World Athletics sono: Asics, QNB, Seiko e TDK.
L'emittente ufficiale è la TBS, mentre il fornitore ufficiale è la Mondo.